# Велковци (Великотырновская область)
Велковци (болг. Велковци) — село в Болгарии. Находится в Великотырновской области, входит в общину Елена. Население составляет 10 человек.

## Политическая ситуация
Велковци подчиняется непосредственно общине и не имеет своего кмета.
Кмет (мэр) общины Елена — Сашо Петков Топалов (Болгарская социалистическая партия (БСП)) по результатам выборов.